# 亨麗埃特·阿瑪莉埃 (安哈特-德紹)
亨麗埃特·阿瑪莉埃（德語：Henriette Amalie，1666年8月16日—1726年4月18日），拿騷-迪茨親王妃，安哈特-德紹親王約翰·格奧爾格二世的女兒。

## 家庭
1683年，亨麗埃特·阿瑪莉埃與表哥亨德里克·卡西米爾結婚，兩人共有1子7女：
1. 亨麗埃特·阿爾貝汀（1686年—1754年）
2. 約翰·威廉·弗里索（1687年—1711年）
3. 瑪麗亞·艾瑪莉亞（荷兰语：Maria Amalia van Nassau-Dietz）（1689年—1771年）
4. 索菲亞·海德薇希（荷兰语：Sophia Hedwig van Nassau-Dietz）（1690年—1734年）
5. 伊莎貝拉·夏洛特（荷兰语：Isabella Charlotte van Nassau-Dietz）（1692年—1757年）
6. 約翰娜·阿格尼絲（1693年—1765年）
7. 路易絲·利奧波汀娜（1695年—1758年）
8. 亨麗埃特·卡希米拉（1696年—1738年）